# Канторович, Николай Лазаревич
Николай Лазаревич Канторович (Натан Лейзерович; 1877, Севастополь, Таврическая губерния — 1921, Севастополь) — российский революционер. Участник Севастопольского восстания. Член РСДРП (с 1905 года).

## Биография
Родился в 1877 году в Севастополе. Работал фармацевтом.
Член Российской социал-демократической рабочей партии с 1905 года. Входил в состав Севастопольского Совета матросских и солдатских депутатов. Участник Севастопольского восстания в ноябре 1905 года. В 1906 году был приговорён к смертной казни, которая в итоге была заменена на пожизненное заключение. Содержался в Шлиссельбургской тюрьме.
После февральской революции Канторович выходит на свободу и в апреле 1917 года избирается почётным председателем севастопольской организации РСДРП и почётным членом Президиума Севастопольского Совета. Делегат I Всероссийский съезд Советов рабочих и солдатских депутатов. Во время гражданской войны в Крыму являлся членом профсоюзного движения. Выступал против большевиков. При правлении генерала Петра Врангеля был арестован в сентября 1920 года и приговорён к выселке в Советскую Россию, которую в итоге заменили высылкой на Кавказ.
Скончался в 1921 году в Севастополе. Похоронен на городском кладбище.